# Pseudovalsaria ferruginea
Pseudovalsaria ferruginea är en svampart som först beskrevs av Nitschke, och fick sitt nu gällande namn av Rappaz 1995. Enligt Catalogue of Life ingår Pseudovalsaria ferruginea i släktet Pseudovalsaria,  och familjen Boliniaceae, men enligt Dyntaxa är tillhörigheten istället släktet Pseudovalsaria,  och familjen Clypeosphaeriaceae. Arten är reproducerande i Sverige. Inga underarter finns listade i Catalogue of Life.